# Zastava M55
M55 — югославська зенітна установка калібру 20 мм. Вироблялася компанією «Црвена Застава» для потреб ЮНА.

## Опис
Являє собою три з'єднані гармати Hispano-Suiza HSS-804 на колісному верстаті. Випущена у 1955 році. Призначена для боротьби з цілями, що низько летять, а також може використовуватися проти наземних цілей. Маса становить приблизно 1100 кг. Боєприпас — 20×110 мм.

## Варіації
- M55A2 — стандартна установка на двоколісним верстаті.
- M55A3 — доданий бензиновий двигун.
- M55A4 — доданий італійський приціл J-171.
- M55A4M1 — установка на бронетранспортері BOV-3.

## Оператори
- Туніс — 100 M55.
- Замбія — 50 M55, станом на 2021 рік.
- Україна — отримані в 2022 році[1].